# Újezd u Plánice
Újezd u Plánice là một làng thuộc huyện Klatovy, vùng Plzeňský, Cộng hòa Séc.